# 西塘 (琉球の人物)

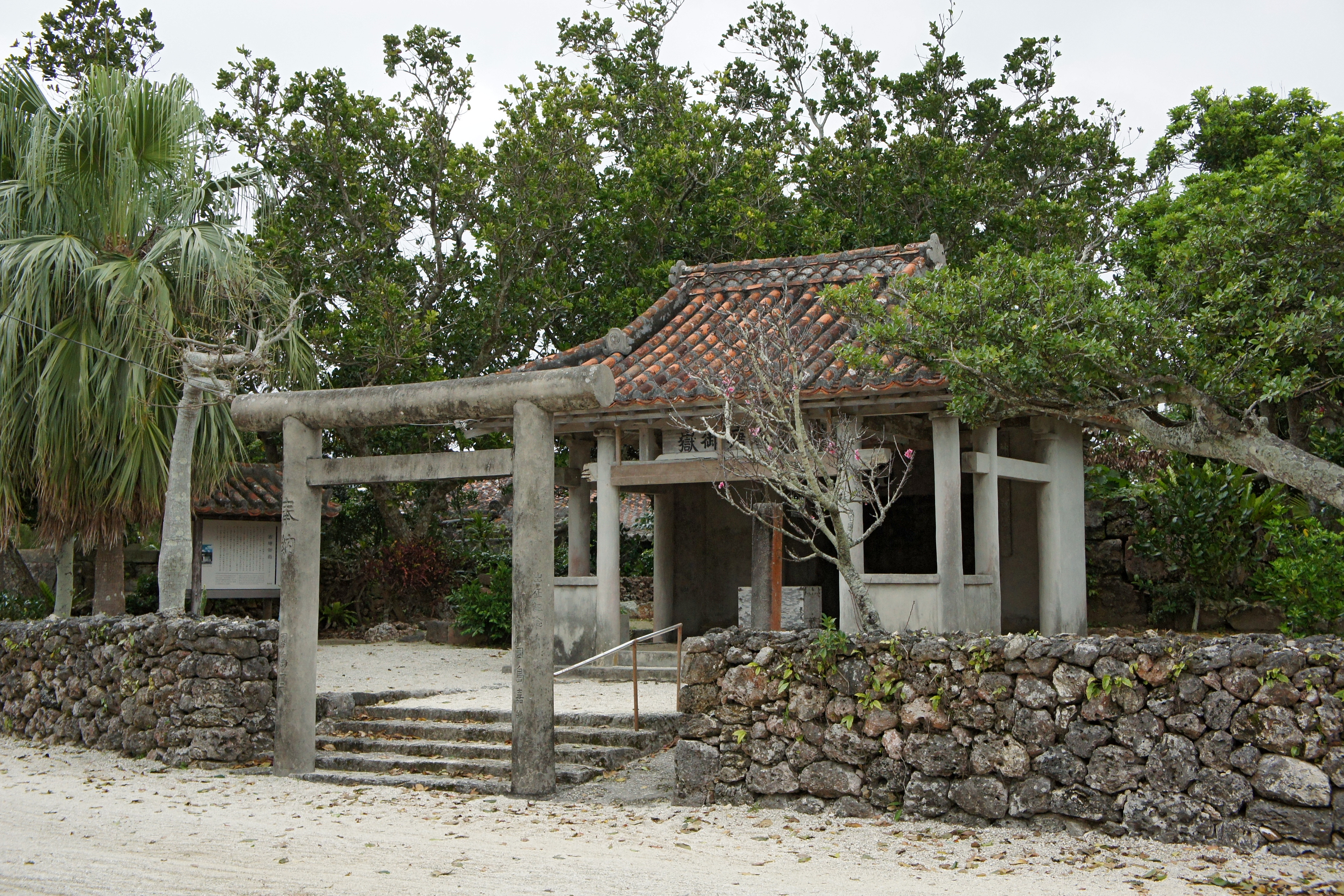
竹富島の西塘御嶽

西塘（にしとう、16世紀ごろ）は、琉球の竹富島出身の人。
1500年、12歳のとき、オヤケアカハチの乱のため竹富島に遠征してきた王府軍大将・大里按司にその聡明さを見出され、首里に連れられる。成人して法司（三司官）の家に仕え、学問に励んだ。
石工技術に長け、1519年には園比屋武御嶽の礼拝所となる石門を建築したことで知られる。琉球の正史の一つ、球陽によれば1524年、望郷の念から帰郷を願い、その功績から王府の代官である武富大首里大屋子に任ぜられた。前任の代官、満挽与人(まんびきよんちゅ)と交代して八重山諸島を治めたという。初めは竹富島に拠点を置いたが、土地が狭く不便であり、石垣島に移転し公倉を建てた。
なお、史料によっては以後も数十年滞在し続けた形跡があり、1544年から二年かかった首里城城壁建設にかかわった、とも推定されている。
竹富島には園比屋武御嶽の神を勧請して国仲御嶽を造成した。これは八重山諸島で唯一、王府の神につながる御嶽である。死後、竹富島には西塘御嶽が作られ、その功績を讃えて現在も信仰されている。
竹富島に蔵元を設置し、八重山諸島を統括した。

## 関連文献
- 新城俊昭『教養講座琉球・沖縄史』（改訂版）編集工房東洋企画 (発売)、2019年。ISBN 9784905412298。全国書誌番号:22454603。